# Старчево (археолошки локалитет)
Град-Старчево је епонимни локалитет старчевачке културе која се датује у период старијег неолита. Налази се на левој обали Дунава, северозападно од Старчева, 8 км јужно од Панчева. Локалитет је уписан у централни регистар 1993. године као споменик културе од изузетног значаја. 

## Историјат ископавања
Прва систематска ископавања започела су 1928, сондажна истраживања вршена су 1931. и 1932. и представљала су сарадњу Народног музеја и Харварда. 1939. године ископавања на Старчеву вршио је Миодраг Грбић. Средином 20. века, истраживања су вршили Милутин Гарашанин као и Драга Гарашанин. Ревизиона ископавања била су 1969. године, а заштитна током 2003. и 2004. године. 

## Налази
На налазишту су откривене земунице елипсоидног и кружног облика, пречника између 2 и 6 метара, као и неколико гробова са покојницима у згрченом положају. Унутар земуница откривена су огњишта.
Од покретног материјала пронађено је камено и коштано оружје и оруђе, керамика осликана геометријским орнаментом, бојеним белом црвеном и црном бојом, као и антропоморфне фигурине рађене од печене земље.
Старчевачка култура повезује се са налазима са других локалитета са Балкана и средње Европе, где се користи назив Старчево-Кереш-Криш култура, по налазиштима у Мађарској и Румунији, чиме је означено јединство три блиске културе: старчевачке, керешке и кришке културе које су обухватале подручје које се налазило на тлу данашње југоисточне Мађарске, Србије и Румуније.